# 7037 Davidlean
7037 Davidlean este o planetă minoră (asteroid), cu un diametru de 16,601 km, din centura de asteroizi. A fost descoperită pe 29 ianuarie 1995 la Nachi-Katsuura Observatory⁠(d) de Yoshisada Shimizu⁠(d) și a fost numită după David Lean. 
Obiectul prezintă o orbită caracterizată de o semiaxă mare de 3,1058804 UAi, o excentricitate de 0,11, o înclinație de 11,0802 ° în raport cu ecliptica.